# Reguły sztuki
Reguły sztuki (ang. Art Heist) – hiszpańsko-amerykański film dramatyczny z gatunku thriller z 2004 roku w reżyserii Bryana Goeresa. Wyprodukowana przez Sony Pictures Television International.
Premiera filmu miała miejsce 13 lipca 2004 roku w Hiszpanii.

## Opis fabuły
Sandra Walker (Ellen Pompeo) jedzie do Barcelony, aby rozwiązać zagadkę kradzieży obrazu. Śledztwo prowadzi ją do rosyjskiego mafiosa. Do akcji wkracza policjant Bruce (William Baldwin), mąż Sandry, z którym jest w separacji. Odkrywa on, że ktoś usiłuje wrobić w przestępstwo jego byłą partnerkę. Razem muszą rozwikłać sprawę.

## Produkcja
Zdjęcia do filmu kręcono w Barcelonie w Hiszpanii, a okres zdjęciowy trwał od 14 lipca do 11 sierpnia 2003 roku.

## Obsada
Źródło: Filmweb
- William Baldwin jako Bruce Walker
- Diego Martín jako Jose
- Roger Delmont jako Héctor
- Andrés Herrera jako Fernando
- Simón Andreu jako Maximov
- Ed Lauter jako Victor Boyd
- Abel Folk jako Daniel Marin
- Ellen Pompeo jako Sandra Walker
- Menh Wai jako pani Yee

i inni